# Ljuba
Pour le peintre serbe, voir Ljuba (peintre).
Ljuba (en serbe cyrillique : Љуба ; en slovaque : Ľuba) est un village de Serbie situé dans la province autonome de Voïvodine. Il fait partie de la municipalité de Šid dans le district de Syrmie (Srem). Au recensement de 2011, il comptait 446 habitants.
Ljuba est une communauté locale, c'est-à-dire une subdivision administrative, de la municipalité de Šid.

## Géographie

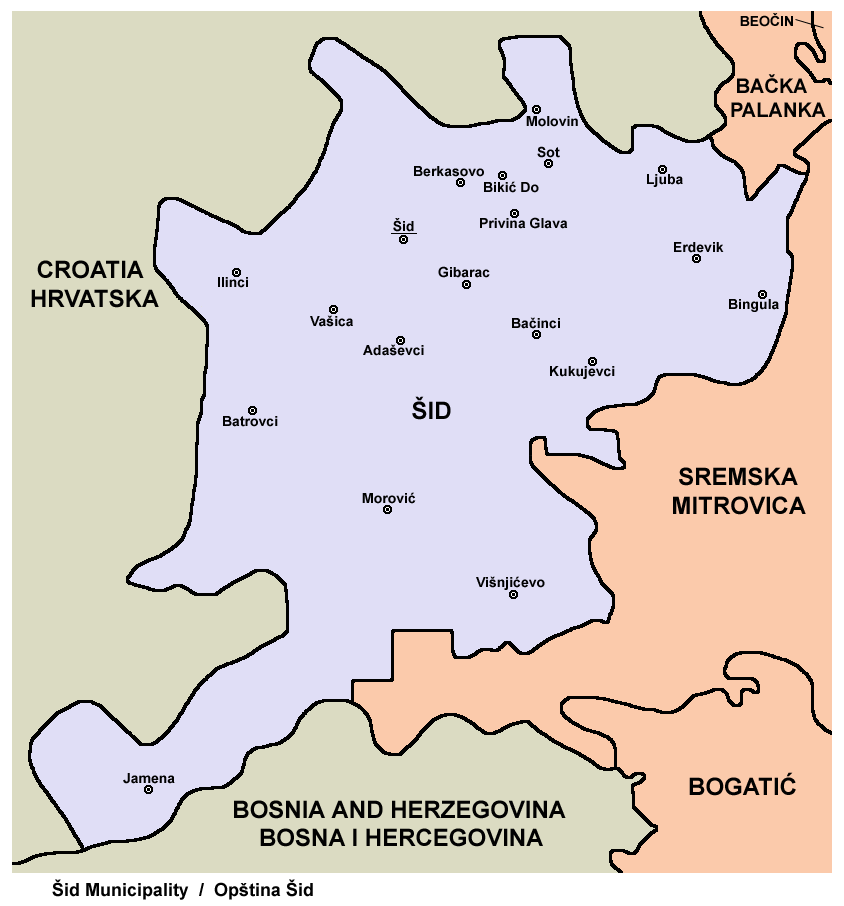
Localisation de Ljuba dans la municipalité de Šid

Ljuba se trouve dans la région de Syrmie, sur les pentes du massif de la Fruška gora. Ce village de montagne est situé au nord-est de Šid, le centre administratif de la municipalité, sur la route nationale M.18 qui relie Bačka Palanka à Sremska Rača et, au-delà, à Bijeljina, en Bosnie-Herzégovine ; à proximité immédiate du village se trouve la frontière entre la Serbie et la Croatie.

## Histoire
Le village est mentionné pour la première fois en 1634 et fut par la suite abandonné ; son existence est à nouveau attestée en 1756. Ses premiers habitants furent des Slovaques, venus pour travailler dans les forêts alentour.

## Démographie

### Évolution historique de la population
| 1948 | 1953 | 1961 | 1971 | 1981 | 1991 | 2002 | 2011 |
| ---- | ---- | ---- | ---- | ---- | ---- | ---- | ---- |
| 822  | 884  | 838  | 757  | 639  | 585  | 559  | 446  |

|  |

### Données de 2002
Pyramide des âges (2002)
En 2002, l'âge moyen de la population était de 40,1 ans pour les hommes et 45,2 ans pour les femmes.
Répartition de la population par nationalités (2002)
En 2002, les Slovaques représentaient 53,8 % de la population ; le village abritait d'importantes minorités croates (22,7 %) et serbes (16,4 %) ainsi qu'une minorité hongroise (2,3 %).

### Données de 2011
En 2011, l'âge moyen de la population était de 44,3 ans, 43,6 ans pour les hommes et 45,1 ans pour les femmes.

## Économie
La population travaille principalement dans l'agriculture, notamment la viticulture et la production fruitière. Le secteur est propice à l'élevage, notamment l'élevage bovin destiné à la production de lait.

## Vie locale
Ljuba abrite deux antennes scolaires, celle d'une école maternelle et celle d'une école élémentaire ; il possède aussi un club de football, le FK Jedinstvo, une antenne de la Croix-Rouge et une société de chasse. Un dispensaire accueille régulièrement un médecin venu d'Erdevik.
Des manifestations culturelles sont également organisées et le village a participé au festival de danse slovaque Tancuj, tancuj en 2006.

## Tourisme
À Ljuba se trouve une maison rurale qui remonte au milieu du XIXe siècle ; l'église Saint-Dimitri a été édifiée en 1910. Ces deux édifices sont inscrits sur la liste des monuments culturels de grande importance de la république de Serbie. En plus de l'église orthodoxe, Ljuba abrite une église catholique et une église évangélique slovaque.